# Organização da Aviação Civil Internacional
A Organização da Aviação Civil Internacional ou OACI, também conhecida por sua sigla em inglês, ICAO (International Civil Aviation Organization), é uma agência especializada das Nações Unidas criada em 1947 com 191 países-membros. Sua sede permanente fica na cidade de Montreal, Canadá.

## Objetivos
Seus principais objetivos são o desenvolvimento dos princípios e técnicas de navegação aérea internacional e a organização e o progresso dos transportes aéreos, de modo a favorecer a segurança, a eficiência, a economia e o desenvolvimento dos serviços aéreos.
Desenvolve também um trabalho importante no campo da assistência técnica, procurando organizar e dar maior eficiência aos serviços de infraestrutura aeronáutica nos países em desenvolvimento. Essa assistência é prestada por meio de equipes de especialistas, enviados aos diversos países para organizar e orientar a operação dos serviços técnicos indispensáveis à aviação civil, e de bolsas de estudo para cursos de especialização.

## Histórico
A Convenção sobre Aviação Civil Internacional (Convention on International Civil Aviation), ou Convenção de Chicago, assinada em 7 de dezembro de 1944 na cidade de Chicago, Estados Unidos, estabeleceu a criação de uma organização para regulamentar a aviação civil internacional. Com isso, criou-se em 6 de junho de 1945 uma organização provisória até que o tratado entrasse em vigor.

## Códigos ICAO
Tanto a ICAO como a IATA (Associação Internacional de Transportes Aéreos) têm seus próprios de códigos para designar aeroportos e companhias aéreas. O sistema da ICAO usa quatro letras para aeroportos e três letras para companhias.
A ICAO também é responsável por criar códigos alfanuméricos para aviões, que podem conter três ou quatro caracteres. Estes códigos identificadores geralmente são utilizados em planos de voo. Como exemplo, um Boeing 747, dependendo de sua série, é designado de B741, B742, B743, etc..
Além disto, a ICAO provê identificações e designações para operadores de aviões mundialmente. Este código consiste em uma identificação de três letras, e uma ou duas palavras. Estes geralmente são similares ao nomes das companhias operadoras dos aviões. Como exemplo, um identificador da Aer Lingus é EIN e seu callsign é Shamrock, enquanto a Air France é AFR e seu callsign é “Airfrans”. Desta maneira, um voo número 111 pode ser codificado como "EIN111" e falado ao rádio "Shamrock 111" (callsign), enquanto um voo com o mesmo número da Air France  seria "AFR111" e pronunciado "Airfrans 111".

### No Brasil
Como o Brasil é membro da ICAO, seus aeroportos também possuem esta designação. Estes códigos são formados por quatro letras, sendo as duas primeiras o prefixo, e as duas últimas o nome do aeroporto. No caso para os aeroportos do Brasil são utilizados os prefixos SB, SD, SI, SJ, SN, SS e SW.

## Escritórios regionais
A ICAO tem sete escritórios regionais, atuando em nove regiões:
1. Ásia e Pacífico: Bangkok, Tailândia
2. Oriente Médio: Cairo, Egito
3. África Central e Ocidental: Dacar, Senegal
4. América do Sul: Lima, Peru
5. América do Norte, Central e Caribe: Cidade do México, México
6. África Oriental e Setentrional: Nairobi, Quênia
7. Europa e Atlântico Norte: Paris, França